# مانوئل ماتاموروس
مانوئل ماتاموروس گارسیا (به اسپانیایی: Manuel Matamoros García) یک پروتستان برجسته اسپانیایی بود.

## زندگی
ماتاموروس در لپه، واقع در اوئلوا، به دنیا آمد. پدرش یک سرهنگ دوم در توپخانه اسپانیا بود و دوران کودکی خود را در مالاگا، اندلس گذراند. او از سال ۱۸۵۰ تا ۱۸۵۳ در آکادمی نظامی تولدو تحصیل کرد.
او با پیروی از شخصیت‌هایی مانند فرانسیسکو د پاولا روئت و آنتونیو وایس‌پینوسا به پروتستانیسم علاقه‌مند شد و گفته می‌شود که در جبل‌الطارق به این مذهب گروید. در یک کشور با کاتولیسیسم سخت‌گیرانه، او در گرانادا به هشت سال زندان محکوم شد و از تدریس منع گردید. محکومیت او نه به دلیل پروتستان بودن، بلکه به دلیل تبلیغ و تشویق دیگران به این مذهب (تبلیغ مذهبی) بود. در حالی که یازده نفر دیگر تبرئه شدند، هم‌پرونده او، خوسه آلهاما توا، به نه سال زندان محکوم شد.
در نهایت، احکام ماتاموروس و توا به تبعید کاهش یافت. در ماه مه ۱۸۶۳، آن‌ها در کلیسای متدیست جبل‌الطارق حضور داشتند.
ماتاموروس به فرانسه رفت و سرانجام در سوئیس درگذشت. او به عنوان بنیان‌گذار پروتستانیسم اسپانیا و نمادی از آزادی مذهبی توصیف شده است. ماتاموروس در لوزان درگذشت.

## میراث
ماتاموروس مجموعه گسترده‌ای از کارت ویزیت برای پروتستان‌هایی که در لوزان، جبل‌الطارق و سایر مناطق ملاقات کرده بود، از خود به‌جا گذاشت. این کارت‌ها اطلاعاتی درباره افرادی که او می‌شناخت ارائه می‌دهند. به‌عنوان نمونه، یکی از این کارت‌ها متعلق به کشیش ویلیام هریس رول، یک روحانی متدیست بود که بیست سال پیش از ماتاموروس تلاش ناموفقی برای معرفی پروتستانیسم در اسپانیا کرده بود.